# Bruno Bonifacio
Bruno Bonifacio (São Paulo, 2 november 1994) is een Braziliaans autocoureur.

## Carrière
Bonifacio begon zijn autosportcarrière in het karting in 2006 en won in dat jaar de Junior Menor-klasse van de Petrobras Cup en de Brazilian Kart Cup. Hij bleef tot 2010 actief in de karts, in het jaar dat hij de São Paulo Cup won.
Bonifacio maakte zijn debuut in het formuleracing in 2011 in de Light Class van het Zuid-Amerikaanse Formule 3-kampioenschap voor het team Cesário Fórmula Jr. Hij werd overtuigend kampioen met overwinningen in 12 van de 14 races. Ook nam hij dat jaar deel aan de laatste vier raceweekenden van de Formule Abarth voor het Prema Powerteam. In het Italiaanse kampioenschap eindigde hij als veertiende, terwijl hij in het Europese kampioenschap als vijftiende eindigde.
In 2012 nam Bonifacio, na een tiende plaats in de Toyota Racing Series, deel aan het volledige seizoen van de Formule Abarth voor Prema. In het Italiaanse kampioenschap eindigde hij als vijfde met 2 overwinningen, terwijl hij in het Europese kampioenschap als derde eindigde met 4 overwinningen. Dat jaar nam hij voor Prema ook deel aan de laatste raceweekenden van de Formule Renault 2.0 Alps als de Formule Renault 2.0 NEC.
In 2013 nam Bonifacio, na een vijfde plaats in de Toyota Racing Series met twee overwinningen, deel aan zowel de Formule Renault 2.0 Alps als de Eurocup Formule Renault 2.0 voor Prema. In de Eurocup eindigde hij met één podiumplaats op Spa-Francorchamps als vijftiende in het kampioenschap, terwijl hij in de Alps met overwinningen op het Autodromo Vallelunga, Spa-Francorchamps en het Misano World Circuit Marco Simoncelli achter zijn teamgenoten Antonio Fuoco en Luca Ghiotto als derde in het kampioenschap eindigde.
In 2014 bleef Bonifacio in de Eurocup rijden voor Prema. Met één overwinning op Spa-Francorchamps verbeterde hij zichzelf naar de vijfde plaats in het kampioenschap, achter Nyck de Vries, Dennis Olsen, Alexander Albon en Andrea Pizzitola. Ook behaalde hij als gastcoureur één overwinning in de Formule Renault 2.0 Alps voor Prema op het Circuito Permanente de Jerez.
In 2015 maakt Bonifacio zijn debuut in de Formule Renault 3.5 Series voor het team International Draco Racing.